# Flucht aus Paris
Flucht aus Paris (Originaltitel A Tale of Two Cities) ist eine US-amerikanische Filmadaption des Romans Eine Geschichte aus zwei Städten von Charles Dickens. Die Regisseure Jack Conway und Robert Z. Leonard inszenierten das aufwendige Historiendrama im Jahr 1935.

## Handlung
Der Film spielt kurz vor und während der französischen Revolution 1789. Die in England lebende Französin Lucie Manette erfährt von dem Bankier Barsad, dass ihr Vater Dr. Manette nicht, wie lange befürchtet, tot ist, sondern 18 Jahre als Gefangener in der Bastille verbracht hat. Lucie reist mit dem Bankier nach Paris und sucht ihren Vater. Sie findet ihn in Gesellschaft des Wirtes DeFarge, der heimlich für die Revolution arbeitet. Auf der Rückreise nach England lernt Lucie Charles Darnay kennen, den Neffen des brutalen Marquis St. Evremonde. Die beiden verlieben sich, doch Charles wird bei der Ankunft in England wegen Landesverrats verhaftet. Der trunksüchtige und zynische Anwalt Sydney Carton verhilft Darnay zum Freispruch von der Anklage. Carton ist selber in Lucie verliebt, die ihn jedoch als guten Freund ansieht. Um ihr zu imponieren, gibt er das Trinken auf. Als Charles und Lucie heiraten, ist Carton schwer getroffen. Doch er arbeitet für sie weiter und sorgt auch für die einige Jahre später geborene Tochter.
In Frankreich hat sich die Revolution in eine Terrorherrschaft gewandelt. Charles wird nach Paris gelockt. Er soll als Feind der Revolution angeklagt werden, weil sein alter Lehrer Gabelle, ein Gegner der Revolution, ihn in einem Brief um Hilfe gebeten hat. Für seine Machenschaften wurde der Marquis kurz vor der Revolution bereits ermordet, doch das Volkstribunal will weiterhin Rache nehmen. Dr. Manette versucht, Charles zu helfen, doch kann er die Bevölkerung nicht von seiner Unschuld überzeugen. Besonders Madame DeFarge, die durch den Marquis Bruder und Schwester verloren hat, ist an der Hinrichtung des Neffen interessiert. Charles wird zum Tod durch die Guillotine verurteilt. Sein einziges Verbrechen ist seine Abstammung als letzter Evremonde.
In der Zwischenzeit erkennt Carton, dass Lucie und ihre Tochter durch ihre Verwandtschaft mit Charles in Gefahr sind. Er fasst zudem den Entschluss, sich für Charles auszugeben und damit ihn zu retten, da er und der Verurteilte sich sehr ähnlich sehen. Und tatsächlich gelingt die Täuschung, Charles kann mit seiner Familie nach England flüchten. Die rachsüchtige Madame DeFarge will Alarm schlagen, doch wird sie von Lucies treuer Dienerin Miss Pross getötet. Carton freundet sich in der Conciergerie mit einer Mitgefangenen, einer jungen Näherin, an, die durch seine Ausstrahlung Mut fasst. Am nächsten Morgen stehen Carton und die Näherin nebeneinander vor der Guillotine. Carton weiß nun, dass er das Richtige getan hat.

## Hintergrund
Der Film startete in den Vereinigten Staaten am 25. Dezember 1935. In Österreich kam der Film 1937 unter dem Titel Guillotine in den Verleih. In Deutschland wurde er erst am 22. Februar 1952 aufgeführt. Im deutschen Fernsehen wurde der Film erstmals vom ZDF in zwei Teilen am 12. und 13. Februar 1972 gezeigt.
Cedric Gibbons und Edwin B. Willis sorgten für die Filmausstattung, für den Ton war Douglas Shearer verantwortlich. Regisseur der Second Unit, die unter anderem für die Szenen der Revolution verantwortlich war, war Jacques Tourneur.
Ronald Colman, Leihgabe des Studios 20th Century Fox, weigerte sich, eine Doppelrolle (Carton/Darnay) zu spielen. Zwei Jahre nach dem Film gab Produzent Selznick in einem Vortrag vor, dass Colman aus seiner Erfahrung in dem Film The Masquerader (1933) heraus vor Doppelrollen zurückschreckte. Nach Testaufnahmen mit Robert Donat und Brian Aherne wurde schließlich Donald Woods für die Rolle des Charles Darnay verpflichtet, obwohl seine Ähnlichkeit mit Colman nicht so groß und er zudem 13 Jahre jünger war. Blanche Yurka (Madame DeFarge) war eine zu der Zeit bekannte Theaterschauspielerin, die in diesem Film ihr Debüt auf der Leinwand gab.
Die Dreharbeiten, die am 4. Juni 1935 begannen, wurden durch eine Erkrankung des Regisseurs Conway erschwert. Conway litt einen Monat lang an Pleuritis, einer Entzündung des Bauchfells, und wurde von Robert Z. Leonard vertreten. Conway kehrte zwei Wochen vor Drehende zum Set zurück, war aber noch nicht richtig gesund. Presseangaben zufolge sollen neben Leonard auch Clarence Brown und Richard Rosson den Film zu Ende gedreht haben. Browns und Rossons Mitarbeit ist jedoch nicht belegbar.
David O. Selznick beendete seine Arbeit für die MGM nach diesem Film und gründete seine eigene Produktionsgesellschaft Selznick International. Vorher hatte er mit der MGM-Produktion einer weiteren Dickens-Adaption, David Copperfield, großen Erfolg gehabt und konnte daraus für Two Cities einige Darsteller (Arden, Rathbone, Oliver) und auch Stabmitglieder (Marsh, Gibbons, Shearer) verpflichten.

## Weitere Verfilmungen des Romans
- 1910: A Tale of Two Cities – Regie: William Humphrey – erste Verfilmung des Romans, Kurzfilm
- 1917: A Tale of Two Cities – Regie: Frank Lloyd – erste Verfilmung (USA) in abendfüllender Länge mit William Farnum
- 1922: A Tale of Two Cities – Regie: W. Courtney Rowden – erste britische Verfilmung
- 1925: The Only Way – Regie: Herbert Wilcox – britische Adaption mit John Martin Harvey
- 1958: Zwei Städte (A Tale of Two Cities) – Regie: Ralph Thomas – britischer Spielfilm mit Dirk Bogarde und Christopher Lee
- 1965: A Tale of Two Cities – zehnteilige britische Fernsehserie mit John Wood
- 1980: A Tale of Two Cities – achtteilige britische Fernsehserie mit Paul Shelley
- 1980: Eine Geschichte zweier Städte (A Tale of Two Cities) – Regie: Jim Goddard – britischer Fernsehfilm mit Peter Cushing, Chris Sarandon und Barry Morse
- 1989: A Tale of Two Cities – Regie: Philippe Monnier – britisch-französische Fernsehproduktion in zwei Teilen mit John Mills

## Kritiken
Das Lexikon des internationalen Films über den Film: „Eine der zahlreichen Verfilmungen des Stoffs – literaturgetreu, künstlerisch durchschnittlich, mit ein paar guten Massenszenen.“
Andre Sennwald von der New York Times befand, die Leinwand sei zwei Stunden von Schönheit und Spannung gefüllt gewesen. Der TV Guide lobte den Film als beste aller sieben Adaptionen des Dickens-Romans. In der prächtigen und großzügigen MGM-Produktion werde jede noch so kleine Rolle perfekt dargestellt.

## Auszeichnungen
1937 wurde der Film in den Kategorien Bester Film und Bester Schnitt für den Oscar nominiert.